# 魏象乾 (繙譯進士)
魏象乾（？年—？年），字健莆。鑲紅旗漢軍孟祖佐領人，清朝政治人物、翻譯學家。

## 經歷
乾隆四年（1739年）己未繙譯科第二十名進士。授實錄館七品筆帖式，充實錄館兼內繙書房纂修官。
實錄完成後議敘。七年（1742年）十二月，籤分候補河南南陽府桐柏縣知縣。
八年（1743年）：二月，改補福建福州府屏南縣知縣，照例加紀錄四次。
十二年（1747年）：六月，俸滿，經閩浙總督喀爾吉善奏請改授教職。
魏象乾精專於滿漢文翻譯，在其著作《繙清說》中認為翻譯是博大精深的學問，譯詞變化多導致誤譯，認為譯者應有正確的態度：「了其意、完其辭、順其氣、傳其神；不增不減、不顛不倒、不恃取意」，魏象乾也做了滿文、漢文的對比，主張漢文較含蓄也較多重複之處，譯成滿文時應做增減，方能傳達原意。文中抨擊了當時「亂譯」風氣，並列舉良好譯作典範，分析翻譯優劣。

## 著作
- 《繙清說》一卷
- 纂修翻譯滿文本《大清世宗憲皇帝實錄》